# جنبش استقلال مغولستان داخلی
جنبش استقلال مغولستان داخلی (انگلیسی: Inner Mongolian independence movement)یا جنبش استقلال مغولستان جنوبی (Southern Mongolian independence movement) یک حرکت برای استقلال مغولستان داخلی یا مغولستان جنوبی و جدایی سیاسی مغولستان داخلی از چین است. این جنبش به طور عمده سبب پراکنش مغول ها (Mongolian diaspora) در کشورهای آمریکا و ژاپن و برخی کشورهای اروپایی شده است.

مناطق مغولستان بزرگ.

پرچم مغولستان جنوبی,"آسمان آبی مقدس"